# Tayug
Tayug is een gemeente in de Filipijnse provincie Pangasinan op het eiland Luzon. Bij de laatste census in 2007 had de gemeente bijna 38 duizend inwoners.

## Geografie

### Bestuurlijke indeling
Tayug is onderverdeeld in de volgende 21 barangays:
| - Agno - Amistad - Barangay A - Barangay B - Barangay C - Barangay D - Barangobong - Carriedo - C. Lichauco - Evangelista - Guzon | - Lawak - Legaspi - Libertad - Magallanes - Panganiban - Saleng - Santo Domingo - Toketec - Trenchera - Zamora |

## Demografie
Tayug had bij de census van 2007 een inwoneraantal van 37.954 mensen. Dit zijn 1.755 mensen (4,8%) meer dan bij de vorige census van 2000. De gemiddelde jaarlijkse groei komt daarmee uit op 0,66%, hetgeen lager is dan het landelijk jaarlijks gemiddelde over deze periode (2,04%).